# Погромы армян в Кировабаде
Погромы армян в Кировабаде (арм. Գանձակի ջարդերը) или Кировабадский погром (арм. Կիրովաբադի ջարդերը) — этническая чистка, направленная против мирного армянского населения, проживающего в городе Кировабад (ныне Гянджа) Азербайджанской ССР в ноябре 1988 года.

## Погромы
Конфликт усилился осенью 1988 года, когда армян Кировабада и окрестностей изгнали из своих домов и заставили искать убежища в Армении. По сообщению редактора армянской прессы, командующий советскими войсками запросил у Министерства внутренних дел в Москве разрешение на эвакуацию части 100-тысячного армянского населения города.
Согласно статье газеты Los Angeles Times, опубликованной 27 ноября 1988 года: «советские солдаты остановили десятки азербайджанских попыток расправиться с армянами в их домах в ходе продолжающихся межобщинных столкновений на юге советской республики Азербайджана, заявил в субботу высокопоставленный военачальник». Более 40 000 армян были вынуждены покинуть Кировабад (ныне Гянджа).
23 ноября в Кировабаде было объявлено военное положение, что означало, что войска теперь могли применять оружие. В этот же день произошла попытка погрома здания горисполкома. В ходе столкновений между агрессивно настроенной толпой и вооруженными силами, пытавшимися сохранить порядок и защитить армянскиx граждан, трое солдат были убиты, 67 человек ранены. Погромщики сожгли и повредили военную технику.

### Число погибших
Юрий Рост упоминает источники, сообщающие, что к 24 ноября число погибших возросло до 40. Правозащитники сообщили, что в Кировабаде было убито до 130 армян, и «предупреждая о возможном геноциде они призвали правительство к быстрым действиям, чтобы остановить нападения азербайджанцев на армян». Пресс-секретарь армянской общины Москвы Корюн Нагапетян сообщил о 6 сожженных броневиках, 13 убитых солдатах, 140 убитых армянах и еще 15 заложниках, находящихся в руках у азербайджанцев.
25 ноября 1988 года советский правозащитник Андрей Сахаров, находившийся в Массачусетсе во время беспорядков, заявил, что получил сообщения из Советского Союза о том, что в результате насилия более 130 армян были убиты и более 200 ранены. Однако советские власти опровергли утверждения Сахарова, а официальный представитель МИД Геннадий Герасимов заявил, что информация о жертвах не соответствует действительности. The New York Times также сообщила, что «официальные и неофициальные информаторы в двух республиках, которые предоставили надежные отчеты за последние девять месяцев беспорядков, не приняли во внимание более высокие цифры, заявив, что они основаны на сообщениях из вторых и третьих рук». Позже Сахаров в своих мемуарах написал:
В это время вновь обострились азербайджанско-армянские проблемы. Начались погромы и насилия в Кировабаде. Ситуация там была ужасающей – сотни женщин и детей скрывались в церкви, которую с трудом обороняли солдаты, вооруженные лишь (так писалось в сообщениях) саперными лопатками. Солдатам действительно было трудно, и вели они себя героически. Среди них были погибшие. Вскоре поступили сообщения о большом числе убитых армян. Как потом выяснилось, сообщения поступали от одного человека, не вполне точного и ответственного, скажем так. Но в Москву они поступали уже по разным каналам и выглядели как независимые и достоверные. Люся, поверив этим сообщениям (да и трудно было не поверить), передала по телефону их мне в США, и я использовал сообщенные цифры в телефонограмме Миттерану (он как раз приехал в Москву с официальным визитом, и я звонил ночью во французское посольство) и в публичном заявлении. Это была одна из нескольких допущенных мною в последние годы досадных ошибок. Конечно, не надо было, по крайней мере, использовать конкретные цифры.
Советские власти подтвердили гибель 7 человек на момент событий. В эту цифру вошли 3 советских солдата, 3 азербайджанца и 1 армянин. Британский журналист Ангус Роксбург во время беспорядков сообщил, что в результате этнических чисток в Кировабаде были убиты еще как минимум 6 армян.
По словам Виктора Кривопускова, офицера СССР, руководителя следственно-оперативной группы, направленной в регион в то время, в Азербайджане было 3 основные волны массовых погромов армян: сумгаитская, кировабадская и бакинская, в результате которых 30 000 армянских беженцев оказались в Нагорном Карабахе (не считая беженцев, уехавших в Армению и другие республики СССР). В своих мемуарах, опубликованных в 2007 году, он охарактеризовал эти события как «государственную политику пантюркизма», проводимую на фоне хаоса и кризиса, в разгар перестройки.